# 軍用たばこ
軍用たばこ（ぐんようたばこ）は、軍隊に於いて需品として支給されるたばこの事。軍用が冠されているものの基本的にはただのたばこで兵営（寝起きする所）内では嗜好品として酒保で販売されていたが、戦地では士気に関わる必需品として無料で配られた。慰問たばことも。以下、旧日本軍の軍用たばこについて記す。

## 概要
単なる嗜好品のたばこであるが、軍用に限らず国税の観点から政府の統制を受けていた。しかし、軍用となればまた用途が変わってくる。たばこ独特の嗜好品としての価値、その中毒性を伴う継続使用が少なからず士気に影響を与えた。兵器や食糧のように明確な軍需品は当然であるが、たばこにおいても軍を通して管理されていた。
戦時では食糧などの物資と同じく部隊からの支給品であったが、平時には兵営内の酒保（軍の運営する売店の事）にて他の日用品類に混じって販売されていた。
販売価格は低く抑えられおり、1943年（昭和18年）に市中で販売される「金鵄（ゴールデンバット）」が15銭に値上げされた際も、軍用の「ほまれ」は7銭のまま据え置かれる例があった。
軍用たばこの調達には幾つか種類がある。
- 内地・外地で製造されたたばこを戦地へ送る。
- 内地・外地・占領地に於いて市販されているたばこを軍が買い上げる。
- 占領地のたばこ工場を接収し製造したもの。

市販品を軍用に充てた場合その外観は市販品と同様であることは当然であるが、軍用目的で製造した場合には市販品には見られない外装となっている。満州で造られたたばこ「極光」は側面に"軍用"と記され、パッケージには銃を構えた兵士が、朝鮮で作られた「かちどき」は戦闘機が空を舞う様子とその下に日の丸が描かれている。昭和12年に内地で戦地慰問用に製造された「朝日」・「錦」には慰問カードが同封され、内地の写真や児童の書いた絵等が書かれていた。もっとも一部の軍用品の中には市販品のデザインにそのまま「歓迎」の字句を刻印した占領地製の物や、市販品そのままに政府や軍が軍用である旨検印した物もある。
兵がたばこを入手する為には軍用たばこの支給を受けるか現地で購入が基本であったが、大戦末期にはどの戦線においてもたばこは貴重品となり兵らは節約に節約を重ねた。補給の途絶した一部戦線では現地に自生していた葉で造った偽たばこを喫む者が多かった。彼等はここ一戦という時の為にたばこを僅かながら残し、最後の一服をもって出撃し多くの者はそのまま戦死したという。無事生還した者はその時のたばこの味をなんとも美味かったと回想するものの、平和になってから嘗て軍用たばこを喫って不味さを"新発見"したという話も聞く。
また、軍用たばこは戦地で現地人と生鮮食料品などを個人的に入手する際交換する品物としても機能を果たした。捕虜への支給品としても利用されたが、受け入れられないこともあった。泰緬鉄道工事現場で使役された英軍捕虜は「興亜」を嫌い決して口にしなかったという。

## 軍用たばこの銘柄
- 以下に纏めたものは、当時の軍用たばこの銘柄とその包装に記されていた字句等である。
- 定価と入数は包装に表示されている数時だが、価格や入数の変遷については把握していない。
- 市販品を軍に回したものも含まれる

| 銘柄     | 製造                                 | 定価     | 本数   | 備考                                             |
| -------- | ------------------------------------ | -------- | ------ | ------------------------------------------------ |
| 旭       | 軍管理山西第13工場（華北東亜煙草社） |          | 10本入 |                                                  |
| 朝日     | 内地                                 |          |        |                                                  |
| かちどき | 朝鮮総督府専売局                     | 定価10銭 | 10本入 |                                                  |
| 極光     | 満州                                 |          | 20本入 |                                                  |
| 興亜     | 爪哇煙草チレボン工場                 |          | 20本入 |                                                  |
| 協和     |                                      |          |        |                                                  |
| 幸福     | 軍管理山西第13工場（華北東亜煙草社） |          | 10本入 |                                                  |
| 赤道     | 爪哇煙草ジャカルタ工場               |          | 10本入 |                                                  |
| 大亜細亜 | 満州国奉天・新興煙公司               |          | 10本入 | 関東軍酒保指定品                                 |
| つはもの | 台湾総督府専売局                     | 定価4銭  | 10本入 |                                                  |
| 錦       | 専売局                               | 定価15銭 | 20本入 |                                                  |
| 富士     | 軍管理山西第13工場（華北東亜煙草社） |          | 10本入 |                                                  |
| ふるさと | 満州煙草統制組合・満州葉煙草株式会社 |          |        | 側面に「兵隊さんご苦労さま」・「どうぞご一ぷく」 |
| ヘロン   | 台湾総督府専売局                     |          |        |                                                  |
| ほまれ   | 内地                                 |          |        | 保万礼・誉の表記の物もある                       |
| 黎明     | 軍管理山西第13工場（華北東亜煙草社） |          | 10本入 |                                                  |